# Punta Este
Punta Este är en udde i Antarktis. Den ligger på Livingston Island i Sydshetlandsöarna. Argentina, Chile och Storbritannien gör anspråk på området.
Terrängen inåt land är kuperad åt sydost, men åt nordost är den platt. Trakten är glest befolkad. Närmaste befolkade plats är St. Kliment Ohridski Base, 18,8 kilometer söder om Punta Este.